# Stripped (Rolling Stones)
Stripped is een livealbum van The Rolling Stones. Het werd uitgegeven in 1995, tijdens de Voodoo Lounge Tour. Op het album staan liveopnames van de band tijdens concerten in kleine clubs en live-in-de-studio re-interpretaties van klassieke en minder bekende nummers.
Het album werd goed ontvangen door critici. Zowel in de Verenigde Staten als in het Verenigd Koninkrijk behaalde Stripped nummer 9 en werd later een Platina. De single Like a Rolling Stone (waarvan het origineel van Bob Dylan is) bereikte in het Verenigd Koninkrijk nummer 12 en werd een radio-rock-hit in de Verenigde Staten.

## Nummers
Alle nummers zijn geschreven door Mick Jagger en Keith Richards tenzij anders is aangegeven.
1. Street Fighting Man – 3:41
2. Like a Rolling Stone (Bob Dylan) – 5:39
3. Not Fade Away (Norman Petty/Buddy Holly) – 3:06
4. Shine a Light – 4:38
5. The Spider and the Fly (Nanker Phelge) – 3:29
6. I'm Free – 3:13
7. Wild Horses – 5:09
8. Let It Bleed – 4:15
9. Dead Flowers – 4:13
10. Slipping Away – 4:55
11. Angie – 3:29
12. Love in Vain (Robert Johnson) – 5:31
13. Sweet Virginia – 4:16
14. Little Baby (Willie Dixon) – 4:00

## Bezetting
- Mick Jagger - leadzang, mondharmonica
- Keith Richards - elektrische gitaar, akoestische gitaar, achtergrondzang
- Charlie Watts - drums
- Ronnie Wood - elektrische gitaar, pedal steel-gitaar, slide-gitaar, achtergrondzang, akoestische gitaar, lap steel-gitaar
- Darryl Jones - basgitaar
- Chuck Leavell - piano, orgel
- Bernard Fowler - achtergrondzang

## Hitlijsten
Album
| Jaar | Hitlijst                      | Notering |
| ---- | ----------------------------- | -------- |
| 1995 | Nederlandse Album Top 100     | 2        |
| 1995 | Official Albums Chart Top 100 | 9        |
| 1995 | Billboard 200                 | 9        |

Singles
| Jaar | Single               | Hitlijst               | Notering |
| ---- | -------------------- | ---------------------- | -------- |
| 1995 | Like a Rolling Stone | UK Top 75 Singles      | 12       |
| 1995 | Like a Rolling Stone | Mainstream Rock Tracks | 16       |
| 1995 | Like a Rolling Stone | Bubbling Under Hot 100 | 109      |